# Cymbidium bicolor
Cymbidium bicolor Lindl., 1833 è una pianta della famiglia delle Orchidacee originaria dell'Asia Orientale.

## Descrizione
C. bicolor è un'orchidea di grandi dimensioni, che cresce sugli alberi della foresta di latifoglie (epifita). Presenta pseudobulbi di forma ellissoidale, compressi lateralmente che portano foglie spesse, coriacee, ligulate, disegualmente bilobate all'apice.
La fioritura avviene normalmente in primavera-estate, mediante un'infiorescenza basale, racemosa, lunga fino a oltre 70 centimetri, da arcuata fino a ricadente, ricoperta di guaine ruvide marroni, portante fino a 26 fiori. Questi sono grandi da 4 a 5 centimetri, profumati e presentano sepali lanceolati molto lunghi di colore rosso scuro bordato di verde, petali dello stesso colore dei sepali, ma assai più corti e labello  trilobato a lobi rialzati di colore variegato dal bianco al rosso scuro.

## Distribuzione e habitat
C. bicolor è diffusa in Asia, e più precisamente in India, Sri Lanka, isole Andamane e Nicobare, Malesia peninsulare, Borneo, Sulawesi, Giava, Sumatra, Piccole Isole della Sonda  e Filippine.
Cresce in foreste di latifoglie sempreverdi in ambiente umido, oppure in foreste semi-decidue in ambiente secco o in savane, ad altitudini comprese tra 400 e 1100 metri sul livello del mare.

## Coltivazione
Questa specie è meglio coltivata in vasi contenenti terriccio fertile, con buona disponibilità di luce, anche se non ai raggi diretti del sole, con temperature calde a umidità abbondante per tutto l'anno, durante la fioritura è consigliabile aumentare ulteriormente la temperatura.